# Richarda Schmeißer
Richarda Schmeißer (Zeitz, Alemania, 20 de agosto de 1954) es una gimnasta artística alemana que, compitiendo con Alemania del Este, consiguió ser subcampeona olímpica en 1972 en el concurso por equipos.

## Carrera deportiva
En el Mundial de Liubliana 1970 consigue la plata por equipos, tras la Unión Soviética y por delante de Checoslovaquia, siendo sus compañeras: Angelika Hellmann, Karin Janz, Marianne Noack, Christine Schmitt y Erika Zuchold.
En los JJ. OO. de Múnich 1972 vuelve a ganar la plata por equipos, tras la Unión Soviética y por delante de Hungría (bronce).
En el Mundial celebrado en Varna (Bulgaria) en 1974 gana una vez más la plata por equipos, tras la Unión Soviética (oro) y por delante de Hungría (bronce), siendo sus compañeras de equipo: Angelika Hellmann, Annelore Zinke, Bärbel Röhrich, Heike Gerisch y Irene Abel.
En 1975, Richarda Schmeißer ganó en las barras asimétricas y generales en el campeonato de la RDA y obtuvo el segundo lugar en los otros tres aparatos. Richarda   participó después en el Campeonato de Europa en Skien junto con Annelore Zinke. En la clasificación general, Schmeißer ocupó el cuarto lugar detrás de Nadia Comăneci, Nelli Kim y Annelore Zinke. Además, Schmeißer pudo clasificarse para todas las finales por aparatos. Terminó cuarta en piso, barra de equilibrio y barras asimétricas, y ganó plata detrás de Nadia Comăneci en salto de caballos.
Aunque Richarda Schmeißer terminó segunda en el campeonato de Alemania Oriental, solo participó en los Juegos Olímpicos de 1976 como gimnasta suplente. Después de su carrera, la profesora de deportes cualificada trabajó como entrenadora y coreógrafa en el SC Chemie Halle.
En 1972 recibió la Medalla Patriótica al Mérito en bronce por sus logros deportivos.